# Kapurush
Il codardo è un film del 1965 diretto da Satyajit Ray.

## Trama
Lo sceneggiatore di Calcutta Amitabha Roy è alla guida della sua auto, quando improvvisamente è costretto a fermarsi a causa di guasto. Trovandosi in un luogo isolato, viene generosamente ospitato nel bungalow del proprietario di una piantagione di tè. Giunti a casa, Amitabha scopre che la moglie dell'uomo altri non è che la sua ex fidanzata, abbandonata tempo prima per via della sua immaturità e incapacità di assumersi impegni. L'aver rivisto la ragazza, però, fa riaffiorare nella mente di Amitabha i ricordi del tempo trascorso con lei, dal corteggiamento alla separazione, e l'insoddisfazione che legge nei suoi occhi gli dà il coraggio di chiederle una seconda possibilità, nonostante lei sia ormai legata ad un altro uomo.